# Арманьяк
Арманьяк — французький міцний алкогольний напій, виноградне бренді, який походить з однойменного регіону південного заходу Франції (Гасконь) та контрольований за походженням.

## Історія
Назва напою походить від його регіону походження, старовинного Арманьякського графства. Також його часто називають «молодшим братом» відомішого коньяку, але історично це невірно. У той час як виробництво коньяку почалося тільки з XVII століття, виробництво арманьяку письмово згадується вже у 1411. В музеї арманьяка міста Кондом зберігається документ 1461 року, за яким департамент провінції Лот і Гаронна видав дозвіл-сертифікат на виробництво арманьяку.
Походження культури виробництва арманьяку сприяли три фактори: римляни з їх досвідом у виноградарстві, галли з їх технікою збірки бочок та маври з їх знаннями у технології ректифікації (дистиляції).
Географічне положення місцевості Арманьяк ускладнювало доступ продукту морем до інших країн світу. Тому, незважаючи на свою прекрасну якість, арманьяк навіть сьогодні є менш відомим та популярним за коньяк. До цього часу арманьяк також використовувався в медицині — як болезаспокійлива та дезинфікуюча речовина.

### Середньовічна епоха

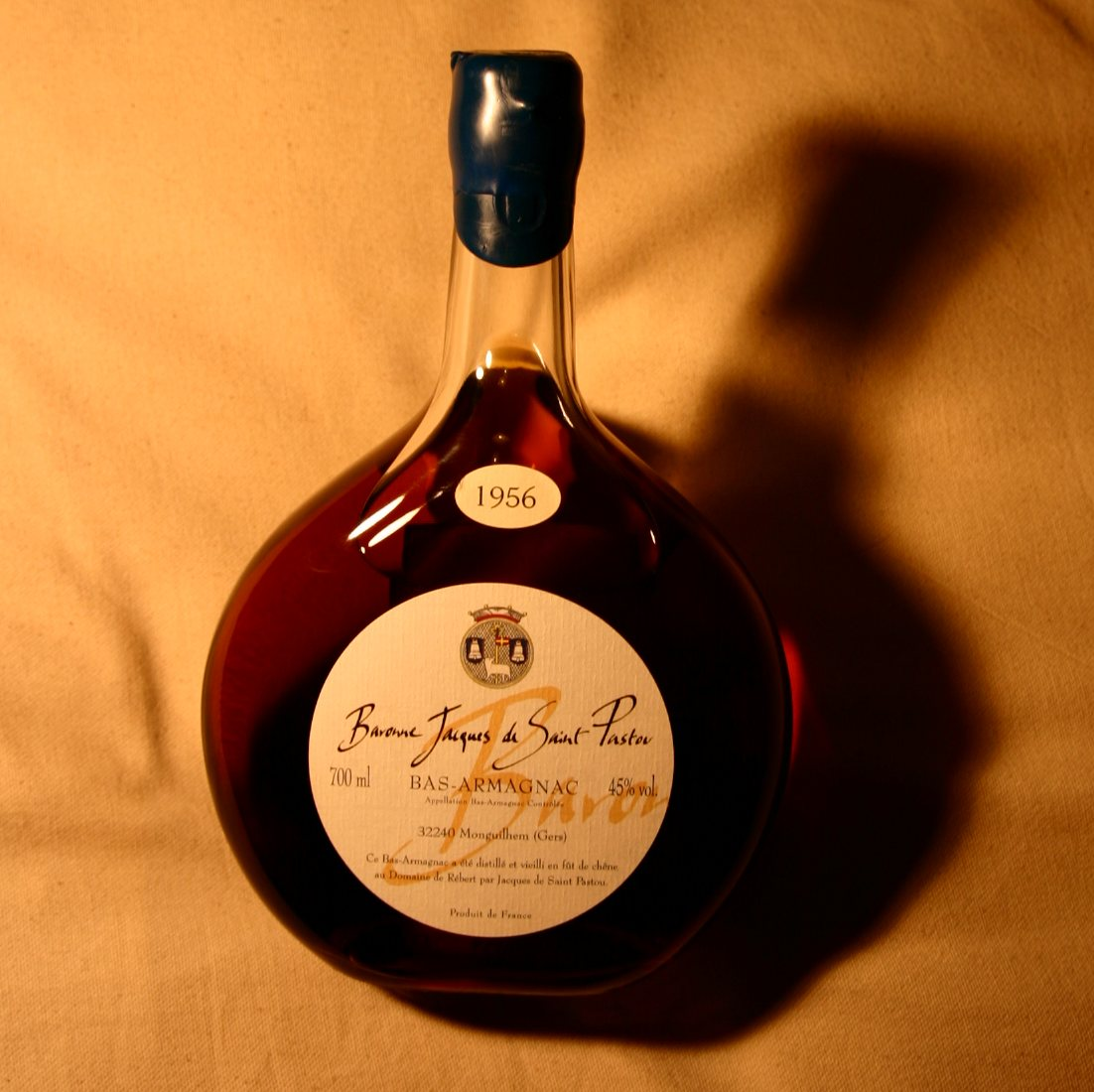
Арманьяк

Під час мусульманського завоювання Піренейського півострова загарбники привезли з собою багато елементів своєї культури. Серед їхніх об'єктів перегонний апарат є неодмінним елементом арабської медицини. Дистиляція використовується для виготовлення медичних засобів, ефірних олій та парфумів. Першими дистиляторами у Франції були, з одного боку, ченці, а з іншого боку, медичний факультет Монпельє для терапевтичних цілей: перші сліди дистиляції для медичних цілей датуються XII століттям.
Віталь дю Фур, який навчався в Парижі, а потім у Монпельє, у 1310 році написав трактат з медицини («Дуже корисна книга, щоб підтримати здоров'я та залишатися у формі»), у якому він процитував 40 достоїнств горілки своїх пріорів д'Оз і де Сен-Мон 10: «Часте натирання паралізованої кінцівки повертає її до нормального стану. […] Якщо помазати голову, то це усуває головний біль, особливо той, що виникає від застуди. І якщо тримати її в роті, вона розв'язує язик, робить сміливим, якщо боязка людина її п'є час від часу». Інші твори згадують горілку як ліки, зокрема «De conservanda juventute et retardanda senectute» («Про мистецтво зберігати молодість і відстрочувати старість») Арно де Вільньова (також навчався в Монпельє, потім був лікарем папи Климента V).
Продаж горілки засвідчується в 1461 році на ринку Сен-Север. У документі вказується сплата податку, що перевищує еквівалент чотирьох літрів на ринку, доказ того, що ця кількість не є рідкістю:
«Так само кожен чоловік, який принесе вогненну воду на ринок, щоб продати, якщо у нього більше двох лотів (чотири літри), а також з усіма своїми флаконами та пристроями, йому потрібно буде сплатити один морлан»
- уривок з едикту, що регулює вогненну воду на ринку Сен-Север.
Ця «вогненна вода» насправді не була напоєм (тогочасні перогонні куби робили її мало ароматним продуктом), а перш за все аптекарськими ліками. Шарль Поганий, король Наварри, просочував нею свою нічну сорочку за порадою своїх лікарів: 1 січня 1387 р. свічка спричинила пожежу, і він згорів живцем. На початку XVI століття, у 1515 році, в Гасконі з'являється корпорація дистиляторів-виробників оцту.

### Сучасна епоха
З початку XVII століття гасконьське виноградарство активізується через закупівлі голландських купців: попит останніх заохочує посадку великих площ білого винограду по всьому узбережжю Атлантики. Як в Бордо панувала бордоська привілегія (бордоським винам надають перевагу по відношенню до інших південно -західних вин), голландці їдуть, зокрема, до Байонни, куди вина з Ландів та країни Басків прибувають через Адур в бочках. Щоб зробити перевезення прибутковим, виноградні вина виготовлені східніше переганяються, тим самим зменшуючи об'єм: арманьяк переходить із статусу рідкісного медичного продукту до статусу продукту частішого споживання. Корабельний власник пропонує голландцям при кожній подорожі бочку з спаленим вином; якщо арманьяк споживається розведеним водою або чистим (голландці ароматизували його ялівцем), він також служить для збільшення градусу алкоголю у вині шляхом кріплення, що дозволяє краще зберегти продукт під час його транспортування до Північної Європи (голландці, крім споживання на борту та в портах, реекспортують його до Балтійського моря).
У той же час, пошук масового транспорту із поміркованою ціною веде до створення річкових портів та навігації в каналах. Це, серед іншого, буде Адур та його притока Мідуза для ба-арманьяків та Баїз для арманьяків із Тенареза. Один порт навіть створюється з нуля в місці під назвою «Вемпорт» в нинішній комуні Терци-Лі-Бен, як і в Мон-де-Марсані, в Лавардаку, тоді в Кондомі. Щоб дістатися до портів у регіонах з невеличкими річками необхідне транспортування підводами запряженими биками..
До вирощування великих виноградників додається прогрес у перегонці. Помітні розробки роблять назви їх винахідників відомими сьогодні: Порта, Ніколас Лефевр чи Крістоф Галзер. У 1600 році Олів'є де Серрес цитує «енража», або «пікпуль», більш відомий сьогодні під назвою фоль-бланш, як виноград, що використовується для перегонки. Цей агроном — гугенот, як і Саллуст де Бартас; втомившись від масових вбивств, свідками яких вони були під час релігійних війн, вони повертаються в свої володіння, які вони роблять процвітаючими завдяки своїм знанням та внеску нових методик.

### XIX століття
Зростання торгівлі арманьяком, яка, зокрема, отримує вигоду від періодів конфліктів, таких як війна за незалежність у Сполучених Штатах, війни Французької революції та війни Наполеонівського періоду (арманьяки використовуються в армії і в ВМС через їх невеликий об'єм), що призводить до нових вдосконалень у перегонних апаратах. Перегонний куб для арманьяку поступово розробляється Антуаном де Мелетом, маркізом де Бонас, на самому початку XIX століття ця нова модель виробляє арманьяк в більшій кількості і особливо з набагато кращим смаком. Новий прогрес — це факт у 1818 р. (дата видачі патенту), Жак Туієр, пічник з Ауху, з моделлю колонного перегонного апарату. Остаточно, модель була вдосконалена в 1872 році Альфом Вердьє, виробником з Монгілема, який дав своє ім'я «системі Вердьє», яка використовується ще сьогодні.
Звичка змушувати старіти арманьяки в дубових бочках, щоб їх підфарбувати і надати їм смаку датується XIX століттям, протягом якого арманьяк вважається нижчої якості, ніж коньяк (тому продається дешевше), mais supérieure aux autres. Jules Seillan fournit même un classement des eaux-de-vie de vin françaises), але перевершує інші. Жюль Сейан, навіть, наводить класифікацію французьких горілок зроблених із вина: «1° Fine-Champagne, 2° Champagne, 3° Petite-Champagne, 4° 1er Bois, 5° 2e Bois-Borderies, 6° Bas-Armagnac, 7° Saintonge, 8° Saint-Jean d'Angély, 9° Ténarèze-Armagnac, 10° Surgères, 11° Haut-Armagnac, 12° Rochelles-Aigrefeuilles, 13° Rochelles, 14° Marmande, 15° Pays, 16° 3/6 Languedoc.». Філоксера з'являється в Коньясе в 1879 році, що призвело до різкого зростання попиту та цін на коньяк, на велику користь для арманьяку. Хвороба з'являється в Жерсі з 1893 року, моменту максимального розширення виноградників Арманьяку зі 100 000 гектарів (тоді це був один із перших виноградарських департаментів27), тоді природно засаджені «пікпо» (або фоль-бланш), «клерет»,"атрап-ґурман" та «мальвуазі»(або «мускатель» або «блю мускат»); ром і зернові спирти замінюють арманьяк як поширену горілку, час, пересадити виноградники. Сорти винограду змінюються, оскільки фоль бланш створює проблеми для прищеплення,звідси, розвиток бако блан (завдяки ландському вчителю Франсуа Бако) та уні блан (походить з Коньясе).

### XX століття
У 1909 р. зона виробництва горілок Арманьяку була розмежована, відбувся її поділ на три регіони, декретом · , підписаним президентом Арманом Фаллієром (який був уродженцем частини Лот-е-Гаронни, що виробляє горілку, із сім'ї що володіла виноградниками). Контрольовані найменування «арманьяк», «ба-арманьяк», «тенарез» та «о-арманьяк» датуються 1936 роком. Національне інтерпрофесійне бюро Арманьяку (НІБА) створене декретом 1941 року в рамках корпоратистської політики уряду Віші та управління дефіцитом, що виник через період окупації (бюро забезпечує розподіл мідного сульфату, сірки, паль та залізного дроту). Ці тексти не перешкоджають зменшенню посадженої площі, крім незначних вилучень відразу після Другої світової війни та на початку 1970-х: виробники реагують на падіння попиту, вириваючи їх виноградники або перетворюючи їх (пересаджуючи або переприщепленням), щоб виробляти місцеве вино. Виноградники майже повністю зникають з О-Арманьяку..
У 1962 році держава перестроює під своєю опікою НІБА, відповідальне за просування продукту (а також технічну допомогу, нагляд за контрактами та контролем), незважаючи на опозицію між виробниками та торговцями; Місцерозташування НІБА знаходиться в Еузі. Деякі заходи вживаються для зміни виробництва та покращення продажів арманьяку: Указ 1972 року дозволяє виробництво арманьяку з перегонними апаратами з подвійним нагрівом, тих, що використовуються для виробництва коньяку. У 1981 році кондомський муніципальний музей був перетворений на музей Арманьяку. У 1992 році використання бако блан було заборонено починаючи з урожаю, оскільки це прямий продуктивний гібрид і що, таким чином, набір сортів винограду наближається до набору сортів винограду коньяку (кількома роками пізніше ця міра була скасована). У 1994 році назва «тенарез» змінюється на назву "арманьяк-тенарез41», комерційно престижнішу.

### XXI століття
Декрет 2003 року про арманьяк перевизначає зони найменування, зменшуючи найменування о-арманьяк, виключаючи комуни Жерса на південь від Марсіака та Міранди та комуни Лот-і-Гаронни на схід від Франсескасу. Декрет 2005 року реформує інтегральність декрету 1936 року зі збільшенням густоти насадження (яка досягає 3000 кущів на гектар, але з порушенням до 2029 року), збереження виноградного сорту бако блан і створення нового найменування «бланш-арманьяк» (білий арманьяк). Того ж року НІБА не змогла отримати зобов'язання розливати в пляшки в зоні найменування, за допомогою поправки, запропонованою місцевим сенатором (Аймері де Монтеск'ю), в кінцевому рахунку відмовився. Декрет 2007 року про старіння арманьяку відтепер піддає запаси арманьяку контролю, зокрема, «підрахунками віку» (з деклараціями та сертифікатами) від НІБА.
У 2010 році НІБА організувало річницю 700 років договору «Віталь дю фур», прийнятого як акт заснування горілки в Арманьяці, щоб заставити говорити про найменування. У 2014 році новий зошит зобов'язань об'єднує всі найменування арманьяку в одному технічні характеристики зібрали всі імена Армагнаку в межах одного; ба-арманьяк, арманьяк-тенарез та о-арманьяк стають доповнюючими географічними назвами, тоді як бланш-арманьяк стає згадкою цього найменування.

## Виробництво
Всього, згідно з законом від 1909 року, під виробництво арманьяку зайнято 15.000 га виноградників в трьох департаментах провінції Гасконь: Ланди, Жерс та Лот і Гаронна. За традицією його одержують із тих же сортів винограду, що й коньяк, тобто Уні Блан, Коломбар і Фоль Бланш, а також із місцевих сортів. На відміну від коньяку, арманьяк іноді виробляють з винограду одного року. І тоді на етикетці можна побачити напис «Millesime» і рік дистиляції.
Арманьяк отримують дистиляцією білих вин з пізнішою витримкою у дубових бочках строком від 3-х до 20-ти років. Перегонка вина відбувається у апаратах, призначених спеціально для виготовлення арманьяку. У них вино нагрівається, стікаючи по системі накладених один на одного над нагрівачем круглих дисків. Для нагрівання використовуються винятково дубові дрова. При цьому вино є і конденсатором. У результаті утворюється спиртний напій міцністю від 55 до 65 %, із насиченим ароматом та витонченим смаком.
Витримка відбувається послідовно у декількох дубових бочках, від нових до більш старіших, щоб арманьяк не був надто насичений танінами. Процес витримки припиняється після розливу арманьяку в пляшки, бо дозрівання в пляшках повністю припиняється.
Арманьяк наливають або до коньячних келихів, або у спеціальний келих для арманьяку. Якщо келих потримати деякий час та нагріти теплом долоні, ви відчуєте легкий ванільний, аромат, який привносить дуб, різноманітні квіткові аромати та запах сливи і стиглого перцю.